# البنك البريدي (فرنسا)
البنك البريدي (La Banque postale) هو بنك فرنسي تأسس في الأول من يناير عام 2006، وهو تابع بنسبة 100٪ لمجموعة البريد الفرنسي "La Poste"، والذي استلم خدماتها المالية. يعتمد هذا البنك على شبكة واسعة من مكاتب البريد المنتشرة في جميع أنحاء البلاد، حيث يقوم موظفو هذه المكاتب بتقديم الخدمات المصرفية نيابةً عن البنك وبالنيابة عن حسابات الزبائن.
تمثل "البنك البريدي" النسخة المعاصرة لخدمات "المراقبة المصرفية البريدية" السابقة (CCP) التي تأسست بموجب القانون في 7 يناير 1918، تحت إشراف إيتيان كليمونتيل، الذي شغل منصب وزير البريد والبرق من أكتوبر 1915 وحتى يناير 1920.
بدأ هذا البنك كبنك للأفراد أساسًا (حوالي أحد عشر مليون عميل في عام 2020)، واشتهر بالتزامه بتقديم خدمات مصرفية أساسية للجميع، بما في ذلك حق الجميع في الحصول على حساب بنكي وخدمات توفير. فيما بعد، توسع هذا البنك بشكل كبير من حيث نوع العملاء الذين يخدمهم - حيث أصبح متاحًا أيضًا للشركات والجهات الحكومية المحلية، وأيضًا من حيث مجموعة منتجاته، بما في ذلك تقديم مجموعة متنوعة من القروض وبدء نشاط في إدارة الأصول ("Asset Management").

## الأنشطة
البنك البريدي "La Banque Postale" هو مؤسسة مالية تقدم مجموعة متنوعة من الخدمات المالية وتشمل:
1. الأنشطة المصرفية للتجزئة: وتعني هذه الخدمة تقديم الخدمات المصرفية للأفراد والعائلات مثل فتح الحسابات الجارية وحسابات التوفير ومنح القروض والبطاقات الائتمانية وغيرها.
2. التأمين: تقدم الشركة خدمات التأمين، مثل التأمين على الحياة والتأمين الصحي وتأمين الممتلكات وغيرها.
3. إدارة الأصول: تقدم الشركة خدمات إدارة الأصول المالية، مثل الاستثمار في الأسهم والسندات والأصول الأخرى.

بالإضافة إلى ذلك، قامت الشركة بإطلاق مبادرات أخرى مثل:
- "l'Appui": هي منصة أطلقت في عام 2013 بهدف مكافحة الاستبعاد المالي، والتي تهدف إلى توفير خدمات مصرفية للأفراد الذين غالبًا ما يتم استبعادهم من الخدمات المصرفية التقليدية.[9]
- "Platform58": هي مساحة ريادة أعمال أُطلقت في عام 2019 لدعم وتشجيع الشركات الناشئة والشباب الرياديين.

|                                                  | 2008   | 2009   | 2010   | 2011   | 2012   | 2013   | 2014 | 2015 | 2016 | 2017 | 2018 | 2019 |
| إجمالي الميزانية العمومية (بمليارات اليورو)      | 111,9  | 171,2  | 173    | 185,7  | 195,8  | 200    |      |      |      |      |      |      |
| صافي الدخل المصرفي (بملايين اليورو)              | 4815,4 | 5018,9 | 5215,3 | 5230,7 | 5241   | 5539   |      |      |      |      |      |      |
| إجمالي الدخل التشغيلي (بملايين اليورو)           | 287,7  | 624,6  | 779,5  | 708,1  | 754,9  | 854    |      |      |      |      |      |      |
| صافي الربح الموحد، حصة المجموعة (بملايين اليورو) | 302,6  | 587,6  | 651,3  | 412,2  | 574    | 579    |      |      |      |      |      |      |
| صافي الدخل، حصة المجموعة (بملايين اليورو)        |        |        |        |        |        |        |      |      |      |      |      | 780  |
| نسبة الأساس للرأس المال الأساسي                  | 10,7 % | 11,3 % | 11 %   | 12,7 % | 12,1 % | 11,4 % |      |      |      |      |      |      |

## الهوية البصرية

ابتداءً من عام 2022.
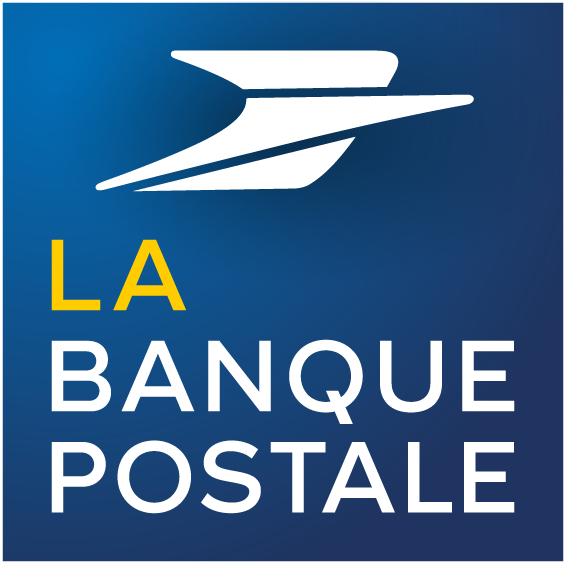
من 2016 إلى 2022.